# ديفون بيلي
ديفون بيلي هو لاعب كرة القدم الكندية كندي، ولد في 26 سبتمبر 1991 في ميسيساغا في كندا.